# Le Voyage gelé
Cet article concerne la nouvelle. Pour le recueil de nouvelles, voir Le Voyage gelé (recueil).
Le Voyage gelé (titre original : The Frozen Journey), ou Le Souvenir qui venait du froid (titre original : I Hope I Shall Arrive Soon), est une nouvelle de Philip K. Dick parue en 1980 dans le magazine Playboy. La nouvelle a été intégrée par la suite au recueil Le Voyage gelé (en).
Le film Passengers (2016) est très librement inspiré du thème initial de cette nouvelle.

## Résumé
L'histoire se déroule à bord d'un vaisseau spatial. Un des passagers sort accidentellement de son hibernation et, faute de pouvoir relancer celle-ci, il est condamné à passer seul plusieurs années avant l'arrivée du vaisseau à destination.